# 村田慶之輔
村田 慶之輔(むらた けいのすけ、1930年10月11日 - 2015年3月19日）は、日本の美術評論家。

## 概要
1930年生まれ。1956年、早稲田大学第一文学部を卒業。1959年11月に神奈川県教育委員会職員となる。1964年、神奈川県立博物館準備室の学芸員となる。1969年4月に文化庁文化部芸術課専門職員に転ずる。1974年7月に文化庁文化部文化普及課の国立国際美術館設立準備室主幹となる。1977年5月、国立国際美術館開館にともない学芸課長となる。1991年3月に定年退官。愛知県立芸術大学、静岡大学等で非常勤講師として教鞭をとった。1992年4月、高岡市美術館準備室長となるが、翌年3月に退職。1999年4月に川崎市岡本太郎美術館館長となる。2012年軽井沢ニューアートミュージアムの名誉館長に就任。2015年、死去。

## 著作
- 『月岡本太郎展 : 生誕100年岡本太郎』
- 『鳥山玲自選展--う・つ・し・み』
- 『フランス近代絵画/光と色彩の流れ』
- 『芸術が都市をひらく : フランスの芸術と都市計画』
- 『20世紀美術における東洋的要素の比較研究 : いわゆる水墨的表現を中心にして』
- 『オランダ大航海時代絵画展』[2]